# Fabryka Schweikerta

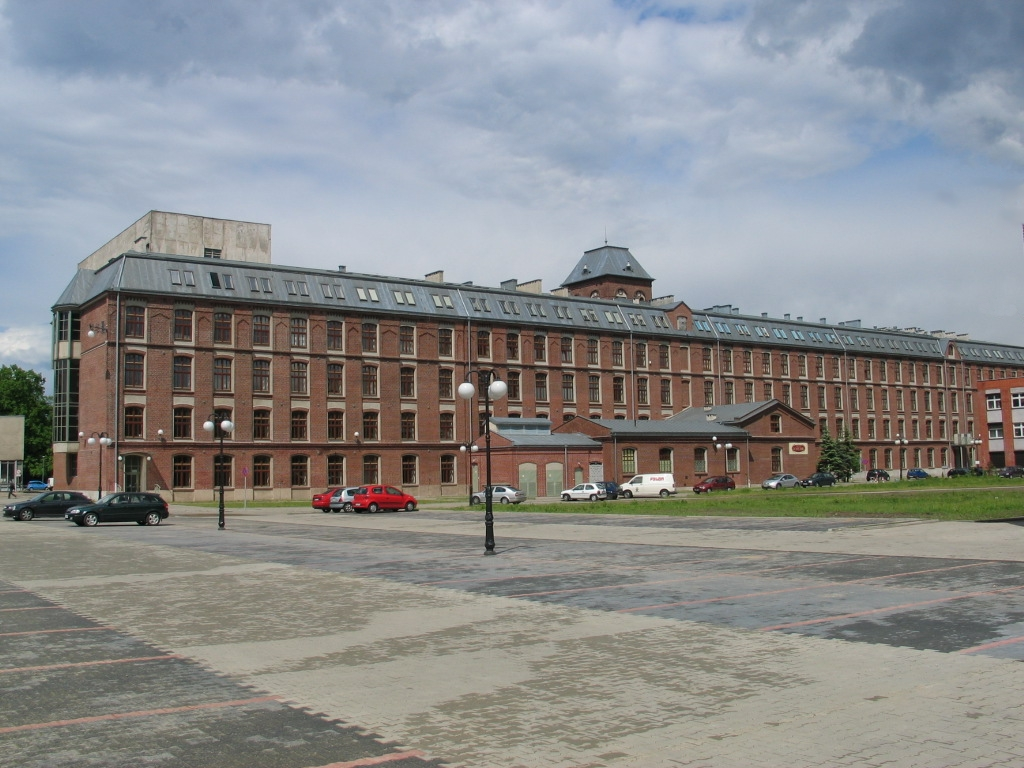
Główny budynek fabryki Schweikerta

Fabryka Schweikerta – budynek byłej fabryki należącej do rodziny Schweikertów, mieszczący się przy ulicy Wólczańskiej 215 w Łodzi.

## Historia budynku
W fabryce produkowano głównie chusty wełniane, a eksport kierowano do Rosji.
Pod koniec wojny, Schweikertowie podjęli decyzję o opuszczeniu Łodzi. Fabryka uznana przez władze za własność poniemiecką została upaństwowiona. Produkcję uruchomiono, kiedy wojna jeszcze trwała. Wyrabiano w niej sukno mundurowe, na potrzeby armii polskiej i radzieckiej. Przez wiele lat powojennych fabryka nosiła nazwę – Zakłady Przemysłu Wełnianego im. Ludwika Waryńskiego „LODEX”.
Obecnie Lodex i większość obiektów po zakładach Schweikerta, zaadaptowała na swoje potrzeby Politechnika Łódzka. Budynek ma ponad 150 m długości i 12 tys. m² powierzchni – to największy i najdłuższy budynek należący do Politechniki Łódzkiej. Obecnie nosi nazwę „Budynku Trzech Wydziałów” ze względu na mieszczące się tam jednostki Wydziału Elektrotechniki, Elektroniki, Informatyki i Automatyki (centralna część budynku), Wydziału Fizyki Technicznej, Informatyki i Matematyki Stosowanej (lewe skrzydło) oraz Wydziału Zarządzania i Inżynierii Produkcji (prawe skrzydło). Potocznie nazywany jest „Lodeksem” ze względów historycznych bądź „tramwajem” z powodu długości.